# Viswanathan Anand
Viswanathan Anand (rođen 11. prosinca 1969.) indijski je šahovski velemajstor i bivši svjetski šahovski prvak. 
Iako je razmatrao studirati matematiku, odustao je od te ideje i u potpunosti se posvetio šahu. Studirao je ekonomiju na Sveučilištu Loyola u Chennaiju i stekao titulu prvostupnika ekonomije.
Anand je držao titulu svjetskog šahovskog prvaka u natjecanju svjetske šahovske organizacije (fra. Fédération Internationale des Échecs - FIDE) od 2000. do 2002. u vrijeme dok je postojalo paralelno natjecanje za svjetskog šahovskog prvaka koje je organizirala PCA (engl. Professional Chess Players Association), a ujedinjenu titulu je osvojio 2007. pobijedivši Vladimira Kramnika (koji je ujedinio titulu postavši prvak u oba natjecanja).